# 中山間地域
中山間地域（ちゅうさんかんちいき）とは、日本における地域区分のひとつで、平野の外縁部から山間地にかけての地域を指す。日本の国土面積の約7割を占めている。

## 概要
日本の農林水産省は、農業地域類型区分として都市的地域・平地農業地域・中間農業地域・山間農業地域の4地域類型を設定している。中山間地域は、このうち中間農業地域および山間農業地域を合わせた地域を指す。1989年の『農業白書』において初めて用いられた。日本の面積の7割を占める一方で、人口は7分の1と人口密度は小さい。また、過疎地域・離島の全般を中山間地域と呼ぶこともあり、都市部・平野部以外の条件不利地を指すこともある。一般的には「平地の周辺部から山間地に至る、まとまった平坦な耕地の少ない地域」とされることが多い。
日本の食料・農業・農村基本法35条では、「山間地及びその周辺の地域その他の地勢等の地理的条件が悪く、農業の生産条件が不利な地域」と定義されている。また、農林業振興のために制定された「特定農山村地域活性化法」（1993年〈平成5年〉）にも言及がある。
中山間地域を「再生可能な資源をいかして生命をはぐくんでいる地域」「豊かな自然環境に恵まれた地域や大都市近郊の自然豊かな地域」と積極的に捉え、「生命地域（バイオリージョン bioregion）」「多自然地域」等と呼ぶ向きもある。。

## 社会経済
中山間地域の地域運営は集落単位で行われてきた場合が多い。農作業・公共事業や生活扶助を共同で行うなど、ある程度の生活・産業基盤を共通する集落が形成されていた。現在、中山間地域の多くでは人口の流出や少子高齢化などによって、集落の機能が低下している。特に過疎化が始まって以来、共同体・農業・産直市などを支えてきた昭和一桁世代の高齢化は地域の経済・社会の衰退につながっている。また、人口流出と相続によって、土地の所有者が域外に住む「土地の空洞化」が生じている。所有地の場所や境界が分からないケースも見られ、将来どのように収拾するのかが課題となっている。
中山間地域の多くには、都市部よりも豊かな多様な生態系や自然景観、伝統文化などが存在している。また、食料生産の場でもあり、田畑を適切に管理することによって水害の緩和や地下水の涵養など、多面的な役割を果たしている。そのため、中山間地域の社会・集落を維持するために様々な政策が採られている。

## 中山間地域等直接支払制度
農業の生産条件が不利な地域における農業生産活動を継続するための、国・地方自治体による支援制度。2000年度から始まり、2015年度から農業の有する多面的機能の発揮の促進に関する法律にもとづく「日本型直接支払制度」の1つに位置づけられた。
具体的には、地域振興立法で指定された地域の傾斜がある等の基準を満たす農用地について、集落等を単位とする協定を締結し5年間農業生産活動等を継続する農業者等に対し、地目（田・畑・草地・採草放牧地）と傾斜等の区分に応じて一定額が交付される。
なお、以下のような場合、交付額が加算される。
- 農業や集落を将来にわたって維持するための取組（体制整備のための前向きな活動）
  - 農業生産性の向上
  - 女性や若者等の参画を得た取組
  - 集団的かつ持続的な体制整備
- 複数集落が連携して広域の協定を締結し、新たな人材を確保して、農業生産活動等を維持するための体制づくりを行う場合
- 超急傾斜地（田：1/10以上、畑：20°以上）の農用地の保全や有効活用に取り組む場合

この制度について橋口卓也は、(1)農業生産の条件不利性に伴ってコストが余分にかかる分を埋め合わせする助成金、(2)地域活性化のための支援金という2つの性格があるとしたうえで、制度開始15年で現場に定着したものの積極的な取り組みが減少しているのではないかと危惧している。